# Joaquín Abarca
Don Joaquin Abarca Blanque (ur. 22 maja 1778 w Huesca, Aragonia, zm. 21 czerwca 1844 w klasztorze karmelitów pod Turynem) – polityk hiszpański, katolicki biskup Leonu (od 1824, konsekrowany 20 marca 1825)
Jeden z pierwszych stronników pretendenta hiszpańskiego Don Carlosa w Aragonii. Brał udział w zamieszkach karlistowskich w Vittorii i Logrono. Następnie przebywał z Don Carlosem na wygnaniu w Anglii, gdzie był jego głównym doradcą. W roku 1835 ujęty został pod Bordeaux podczas próby przedostania się do Hiszpanii z sumami pieniężnymi dostarczonymi przez torysów angielskich. Udało mu się jednak dostać przez Niemcy i Holandię, a potem drogą morską do Baskonii, gdzie stanął na czele gabinetu karlistowskiego. Po upadku swego monarchy wygnany został w lutym 1839 z kraju i zamieszkał we Francji, potem we Włoszech.